# Kabinett İnönü II
Das Kabinett İnönü II war die zweite Regierung der Türkei, die vom 6. März 1924 bis zum 22. November 1924 von İsmet İnönü geführt wurde.
Bei den Wahlen im Juni 1923 war nur die Müdâfaa-i hukuk cemiyetleri zugelassen, die im September 1923 zur Halk Fırkası (HP, ab 1935 Cumhuriyet Halk Partisi) umbenannt wurde. Nach der Flucht des Sultans verabschiedete die Große Nationalversammlung der Türkei am 29. Oktober 1923 eine Verfassungsänderung, erklärte die Türkei zur Republik und den Präsidenten zum Staatsoberhaupt. Zum ersten Präsidenten wurde Mustafa Kemal Atatürk gewählt. Nach Ausrufung der Republik mit einem Ein-Parteien-System beauftragte Staatsgründer Mustafa Kemal Atatürk İnönü mit der Regierungsbildung.:38 f.
Mit der Flucht des Sultans wurde Abdülmecid II. zum neuen Kalifen. Für Atatürk war das Kalifat jedoch ein Hindernis auf dem Weg in eine moderne Türkei und er regte eine Diskussion über eine Abschaffung an. Im Winter 1923/24 kam es zu einer Kampagne von Unterstützern des Kalifats und des Hauses Osman. Staatspräsident und Regierung reagierten mit Härte. Man entsandte ein „Unabhängigkeitstribunal“, das die Presse verwarnte und die lautstärksten Befürworter des Kalifats zu hohen Freiheitsstrafen verurteilte. Mit Beginn der neuen Sitzungsperiode der türkischen Nationalversammlung am 3. März 1924 verabschiedeten die Abgeordneten ein Gesetz, das die Abschaffung des Kalifats und die Ausweisung aller Familienangehörigen der Dynastie Osman vorsah.:39 f.
Das Scharia-Ministerium, ein Überbleibsel aus der Zeit des Osmanischen Reiches, und das Ministerium des Generalstabes, das nur temporär während des türkischen Befreiungskrieges errichtet worden war, wurden abgeschafft. İnönü trat formal zurück und formierte eine neue Regierung.
Nachdem die Minderheit der „Osmanisten“ in der HF an den Rand gedrängt sahen, traten sie aus dieser aus, und 32 Abgeordnete gründeten die Terakkiperver Cumhuriyet Fırkası (TCF). Anders als die HF setzte sich die TCP zwar auch für Nationalismus und Säkularismus ein, wollte aber weniger Zentralismus und Autoritarismus. Der Zuspruch in den Großstädten des Landes für die neue Partei war so groß, dass sich Atatürk zu schnellem Handeln entschloss: Er entließ İnönü und berief den liberalen Fethi Okyar zum neuen Ministerpräsidenten.:40

## Regierung
| Titel                                 | Name                                 | Partei | Amtszeit                                                           |
| ------------------------------------- | ------------------------------------ | ------ | ------------------------------------------------------------------ |
| Ministerpräsident und Außenminister   | İsmet İnönü                          | HF     |                                                                    |
| Justizminister                        | Mustafa Necati Uğural                | HF     |                                                                    |
| Verteidigungsminister                 | Kâzım Özalp                          | HF     |                                                                    |
| Innenminister                         | Ahmet Ferit Tek                      | HF     |                                                                    |
| Finanzminister                        | Mustafa Abdülhalik Renda Recep Peker | HF     | 6. März 1924 – 21. Mai 1924 21. Mai 1924 – 22. November 1924       |
| Bildungsminister                      | Hüseyin Vasıf Çınar                  | HF     |                                                                    |
| Minister für öffentliche Arbeiten     | Süleyman Sırrı                       | HF     |                                                                    |
| Gesundheitsminister                   | Refik Saydam                         | HF     |                                                                    |
| Minister für Bauen und Siedlungswesen | Celal Bayar Refet Canıtez            | HF     | 6. März 1924 – 7. Juli 1924 7. Juli 1924 – 5. November 1924        |
| Minister für Industrie und Handel     | Hasan Saka                           | HF     |                                                                    |
| Minister für Landwirtschaft           | Zekai Apaydın Şükrü Kaya             | HF     | 6. März 1924 – 20. August 1924 20. August 1924 – 22. November 1924 |